# بارکاس
بارکاس (انگلیسی: Barkas) شرکت خودروسازی آلمانی بود، که در سال ۱۹۵۸ تأسیس و در سال ۱۹۹۰ منحل شد.